# Gigantogryllacris ternatensis
Gigantogryllacris ternatensis är en insektsart som först beskrevs av Heinrich Hugo Karny 1928.  Gigantogryllacris ternatensis ingår i släktet Gigantogryllacris och familjen Gryllacrididae. Inga underarter finns listade i Catalogue of Life.